# Siv Widerberg
Siv Widerberg (* 12. Juni 1931 in Bromma; † 24. Dezember 2020) war eine  schwedische Schriftstellerin und Journalistin. Sie war Ehrendoktorin der Universität Umeå.
Sie arbeitete als Lehrerin (1951–1955) und als Journalistin (1955–1965), bevor sie freie Schriftstellerin wurde. Sie war Mitglied der Schwedischen Akademie für Kinderbücher.
Sie starb am Heiligabend 2020 im Alter von 89 Jahren.

## Werke
| - 1960 – Östergötlands läns hemslöjdsförening 1910–1960 - 1966 – Snart sjutton - 1966 – Gertrud på daghem - 1967 – Apropå mej - 1967 – Åkes trafikskola - 1968 – Allt möjligt - 1968 – Se upp, moln! - 1968 – Alldeles vanliga Hjalmar och Hedvig - 1969 – Agneta och Björn - 1969 – En syl i vädret - 1969 – Min bästa vän - 1970 – Ett enda stort ljug? - 1971 – Jag heter Siv - 1972 – Nya byxor och gamla - 1973 – Sören och Ingrid - 1973 – Sitt inte på mej - 1974 – Vi är många - 1975 – Folkets kraft är stor - 1976 – Klass 6 D, Sverige, Världen - 1977 – Klass 6 D, Sverige, Världen som tårtbitar - 1978 – Klass 7 A | - 1979 – Men om du inte tror mej - 1979 – Klass 8 A och B - 1980 – Flyga ur boet - 1980 – Nian - 1980 – Daghemmet Rödmyran - 1981 – Skriv snart! - 1983 – Hasse - 1983 – Som sagt var - 1984 – Hasses andra bok - 1984 – Den stora systern - 1985 – Hasse och den rosa pantern - 1985 – Varma tassar, vassa tänder - 1986 – Skriv en dikt (mit Gunna Grähs) - 1986 – Flickan som inte ville gå till dagis (Ill. Cecilia Torudd) - 1987 – Det var en gång en mamma och en pappa - 1987 – En otrolig historia? - 1988 – Lek med mej! - 1989 – Jag är jag - 1989 – Flickan som gick vilse - 1989 – Barnbarnsramsor - 1990 – Pojken och hunden | - 1991 – Hej, mej! - 1991 – När jag var barn - 1991 – Plötsligt en dag - 1992 – Sova över (mit Anna-Clara Tidholm) - 1993 – Andas, finnas, leva livet - 1994 – Se, så många barn! - 1996 – Blandade känslor - 1996 – Bråttombråttom - 1997 – Nej! Lägg av! - 1997 – Flickan som inte tyckte om att slåss (mit Lisa Örtengren) - 1999 – Måste vara modig - 1999 – Så många tårar - 2000 – Vända livet - 2002 – Ge hit mobilen! - 2003 – stolar, stolar, stolar - 2003 – kuddar, kuddar, kuddar - 2004 – snö snö snö - 2005 – Hinkar, spadar, krattor - 2005 – Räkna med tvillingarna - 2006 – Ingen är så söt som du ;-) - 2008 – Valpar till salu - 2011 – Den långa sömnen |

## Ehrungen/Preise
- 1968 – Litteraturfrämjandets stipendiat
- 1978 – Nils Holgersson-plaketten
- 1983 – Astrid Lindgren-priset
- 2001 – Gulliver-priset
- 2007 – Rebells Fredspris
- 2011 – Eldsjälspriset